# Reniferowa Skała
Reniferowa – skała pomiędzy Żerkowicami i Karlinem w województwie śląskim na Wyżynie Częstochowskiej będącej częścią Wyżyny Krakowsko-Częstochowskiej. Znajduje się w lesie, w odległości około 1,6 km na południe od skrzyżowania drogi krajowej nr 78 z drogami do Kiełkowic i Skarżyc. Odległość do ostatnich zabudowań Karlina wynosi około 500 m. Na mapie Geoportalu las ten opisany jest jako Kąty i Dworski Las. Przecina go droga leśna i suchy parów, oddzielające las Kąty od Dworskiego Lasu. Drogą poprowadzono czerwono znakowany Szlak Maryjny. Reniferowa znajduje się w środkowej części lasu Kąty, po wschodniej stronie tego szlaku i parowu.
Reniferowa ma wysokość 18 m i zbudowana jest z twardych wapieni skalistych. W 2017 roku wspinacze skalni poprowadzili na niej 10 dróg wspinaczkowych o trudności od VI do VI.3+ w skali Kurtyki. Wszystkie mają zamontowane stałe punkty asekuracyjne w postaci ringów (r) i stanowisk zjazdowych (st). Skała jest wspinaczkowo średnio popularna.
W lesie Kąty, w odległości około 300 m na północ znajduje się jeszcze druga skała wspinaczkowa – Reniferowa, zaś naprzeciwko Borsuczej w Dworskim Lesie, po drugiej stronie drogi i szlaku turystycznego skała Ostry Kamień.

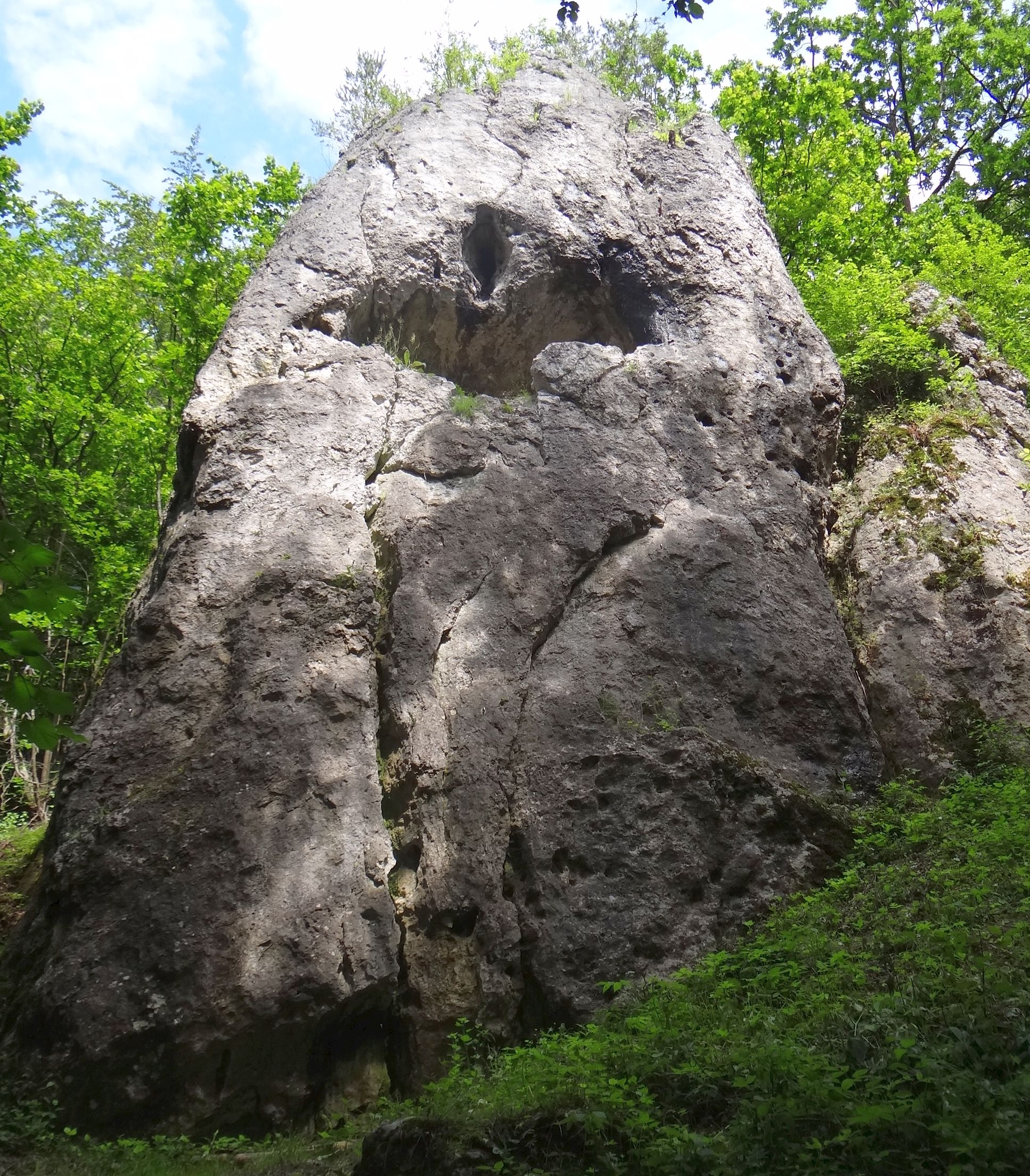
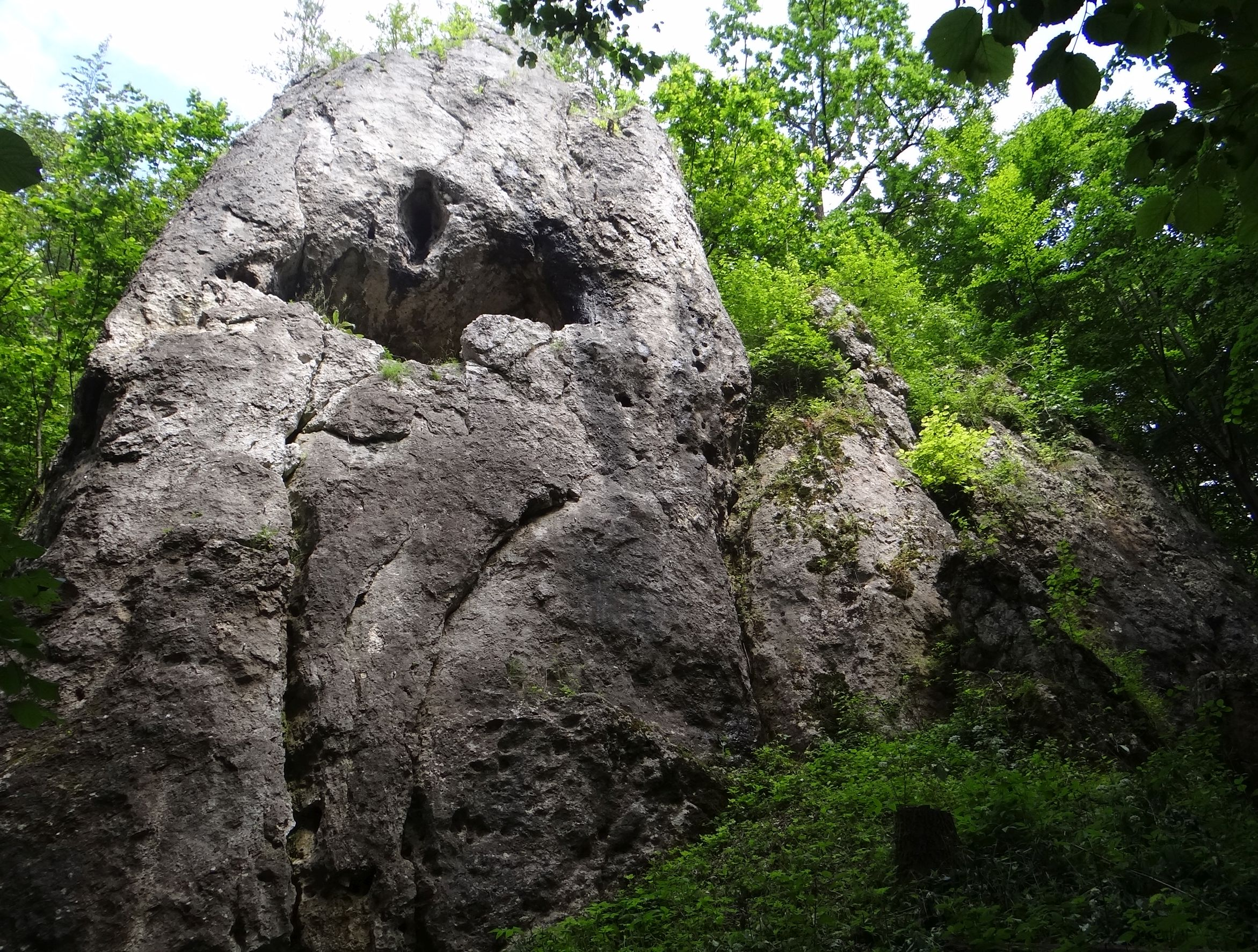
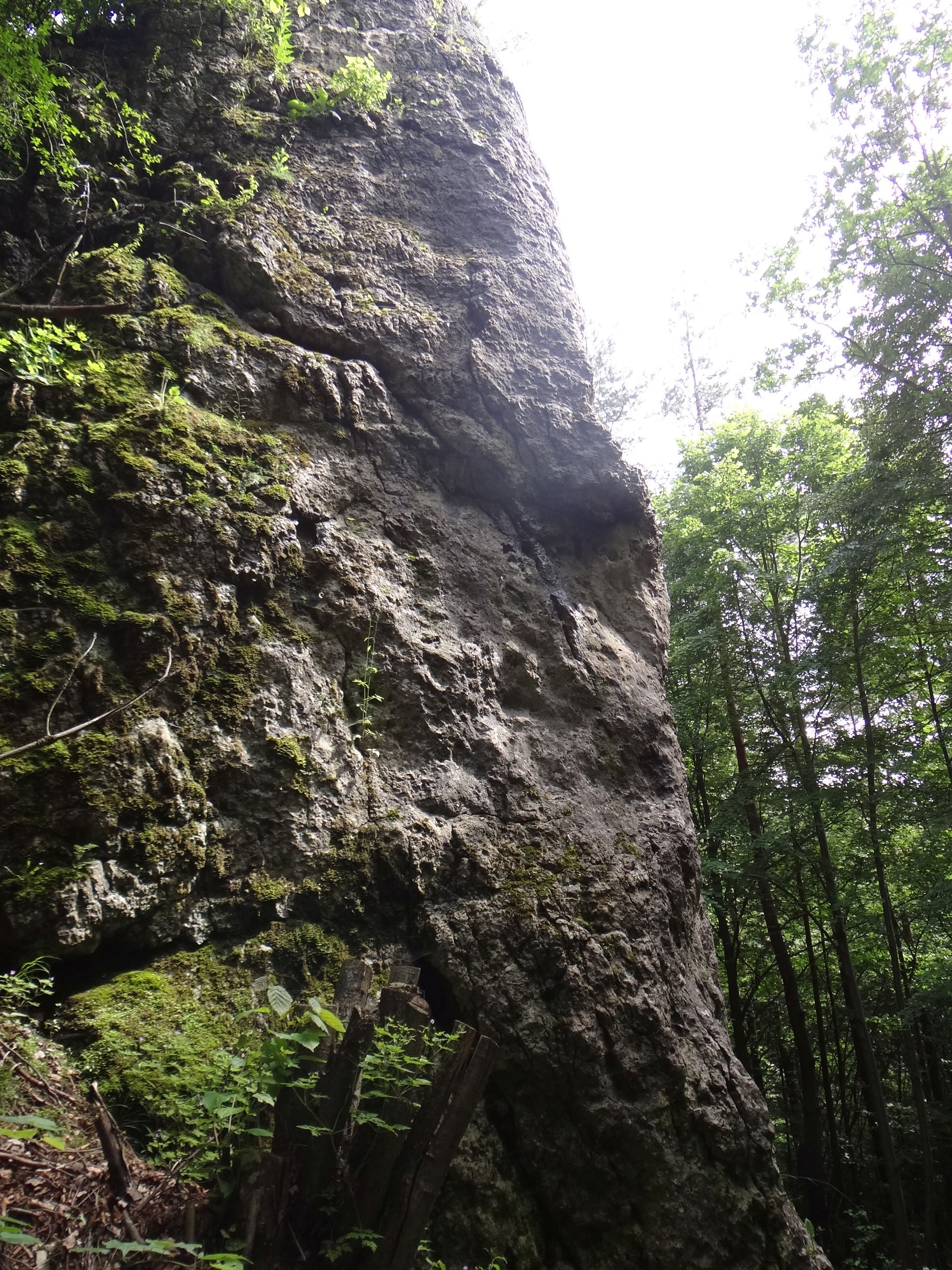
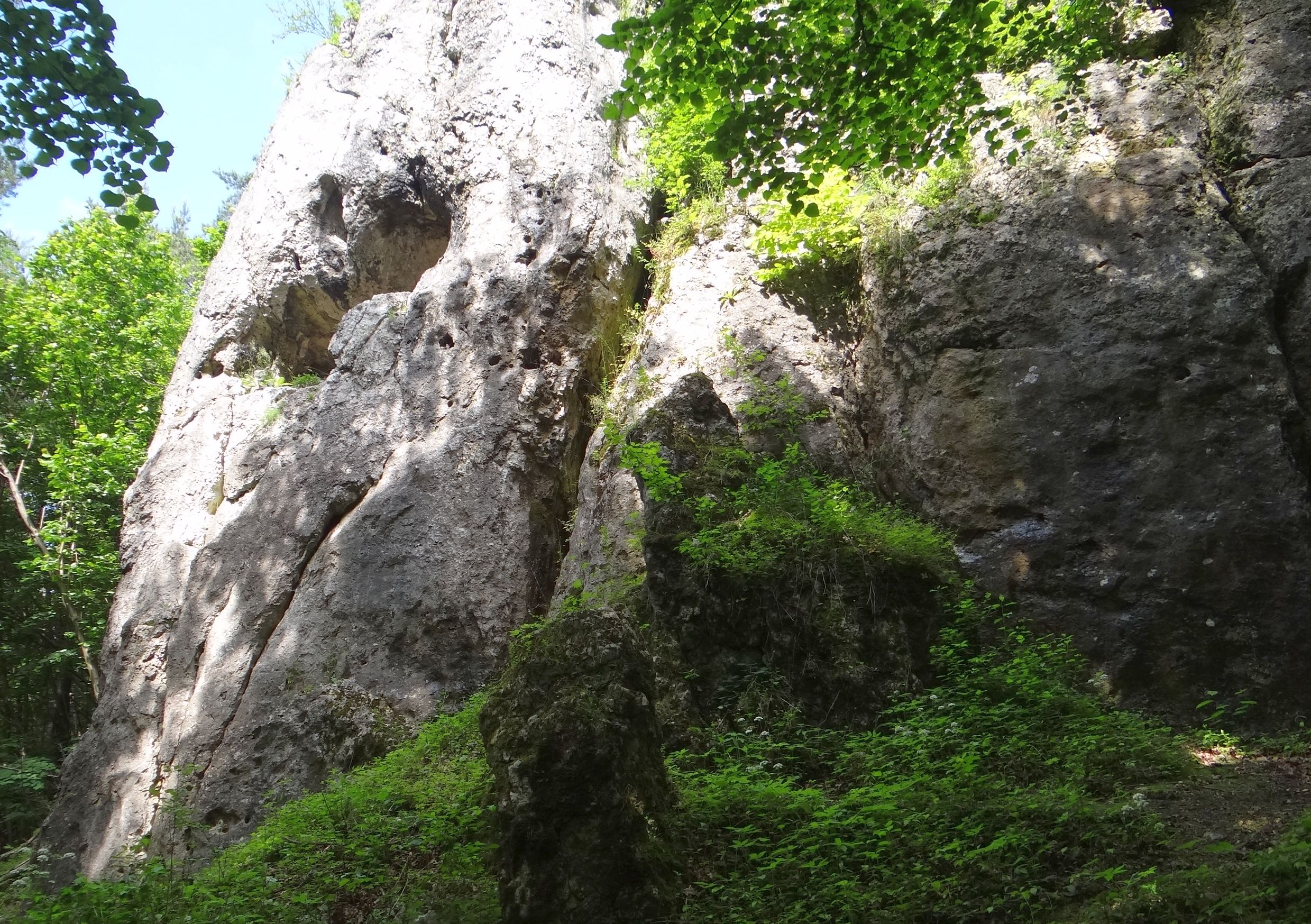
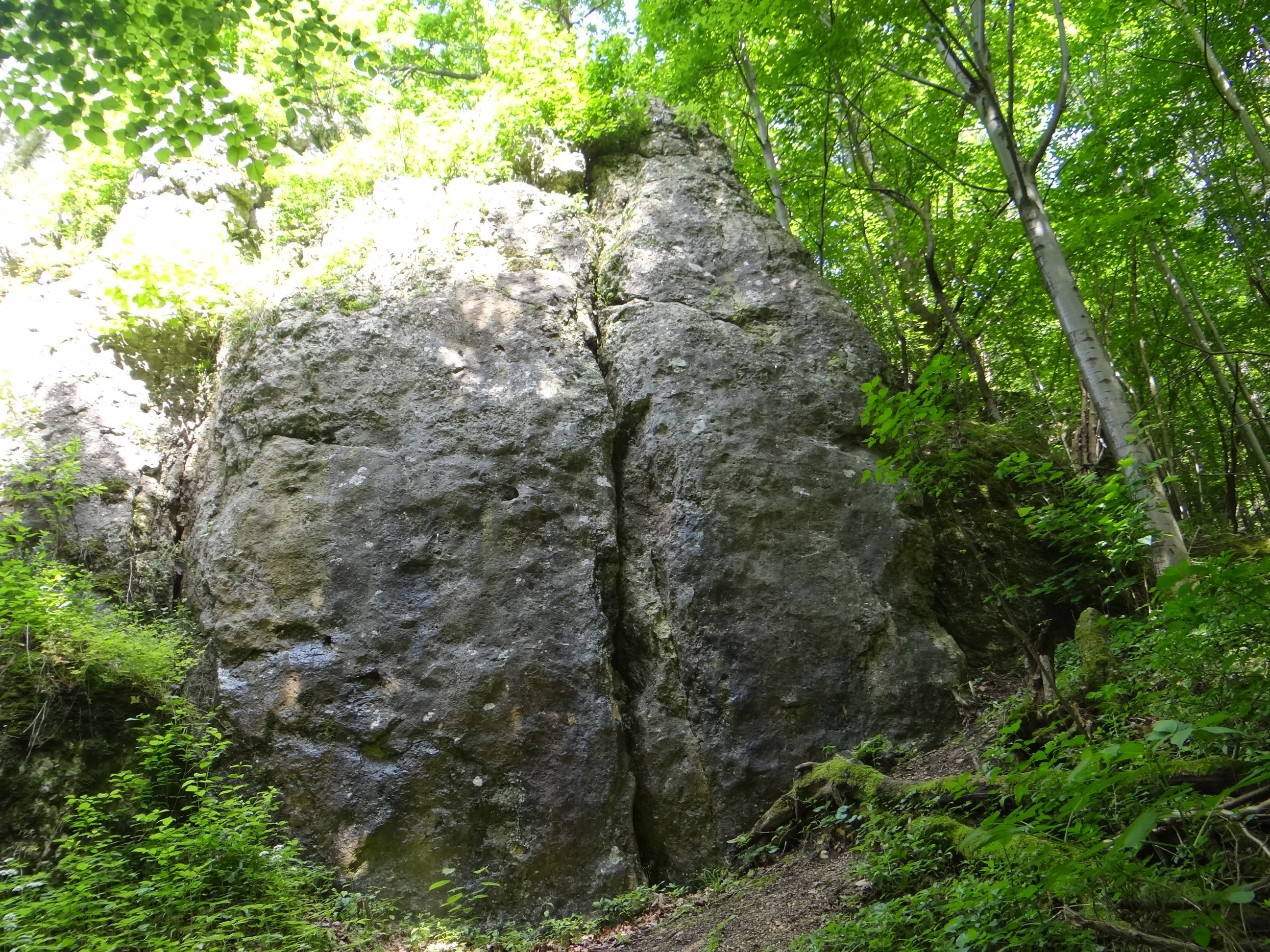
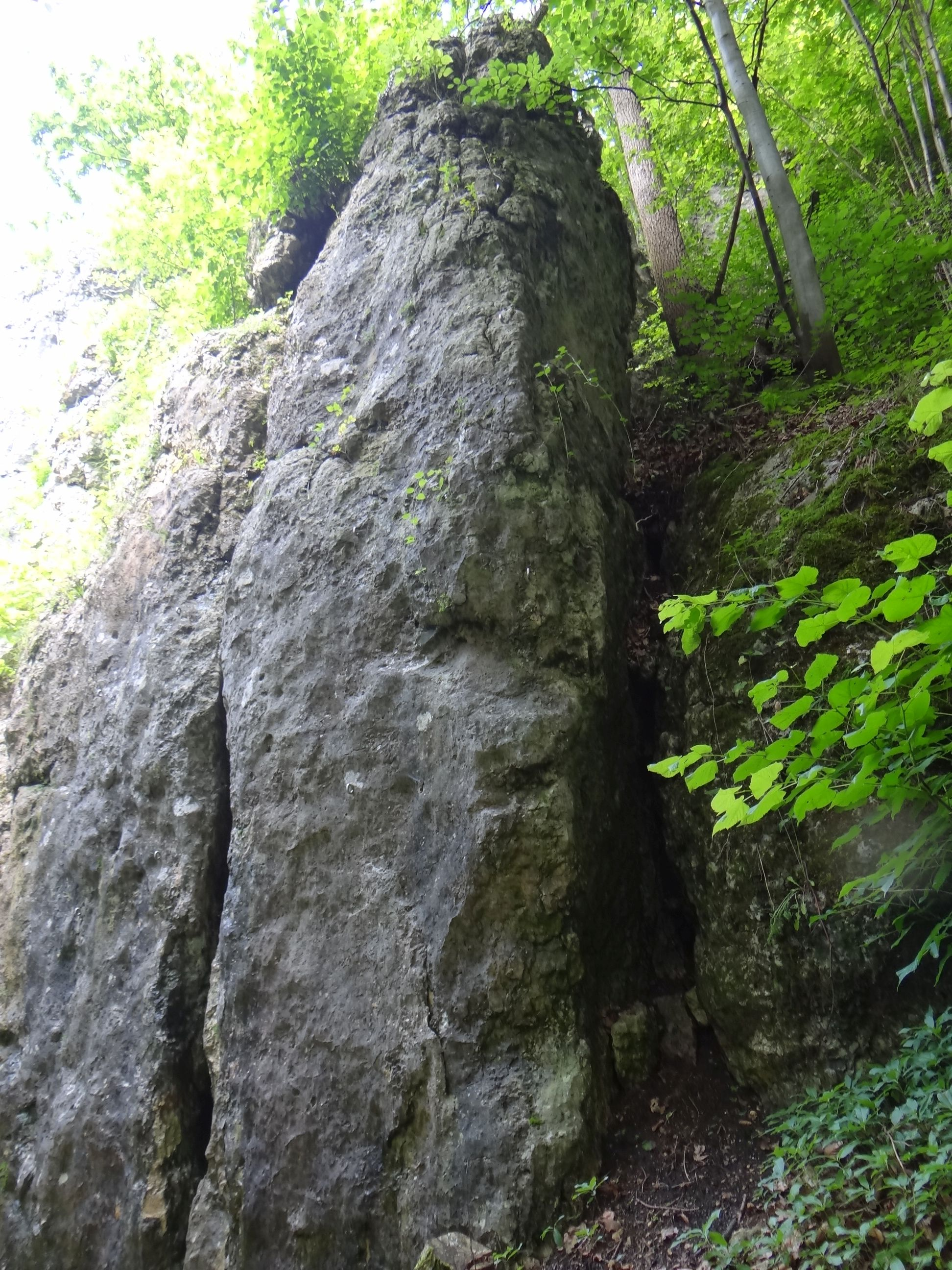

## Drogi wspinaczkowe
1. Między nami Eskimosami; VI,- 6r + st
2. Zimno jak pies; VI+,- 6r + st
3. Idą leśni; VI.1,- 7r + st
4. Dowód na istnienie człowieka; VI.2+, 8r + st
5. Trociny i wata; VI.1+,- 7r + st
6. Cywilizacja upadłych liści; VI.3/3+,- 7r + st
7. Renifair Play; VI.3,- 4r + st
8. Su Liny; VI.1,- 4r + st
9. Prusakolep; VI.2+,- 4r + st
10. Wystaje z borówek; VI-, 3r + st[1].